# Don VHP Z
Don VHP Z (né le 7 juin 2004) est un étalon de saut d'obstacles alezan brûlé, inscrit au stud-book du Zangersheide, monté par le cavalier néerlandais Harrie Smolders. Il est vice-champion d'Europe de sa discipline en 2017, et sacré cheval belge de l'année.
Fils de Diamant de Semilly et d'une jument par Voltaire, il présente des origines génétiques majoritairement françaises.

## Histoire
Il naît le 7 juin 2004 à l'élevage de Guy De Schuymer, situé à Diest, dans le Brabant Flamand. En 2006, il est acheté par le Britannique Cyril Light directement chez son éleveur. À quatre ans, la cavalière Louise Simpson le travaille, mais il reste discret, bien qu'il soit bon. Sa carrière prend de l'ampleur à ses sept ans, sous la selle de Shane Breen. Il remporte une épreuve réservée aux chevaux de 7 ans au Portugal. L'année suivante, il est emmené à Hickstead où il participe pour la première fois au niveau cinq étoiles, avec succès. Les offres d'achat affluent, Don VHP Z est vendu à l'Américain Copernicus Stables, qui le confie à Harrie Smolders en avril 2014. 
Il est élu cheval belge de l'année 2017 par les lecteurs de Landbouwleven. Cette même année, il est classé 3ème performer mondial au classement WBFSH, et prend brièvement la tête du classement mondial provisoire en juillet.

## Description

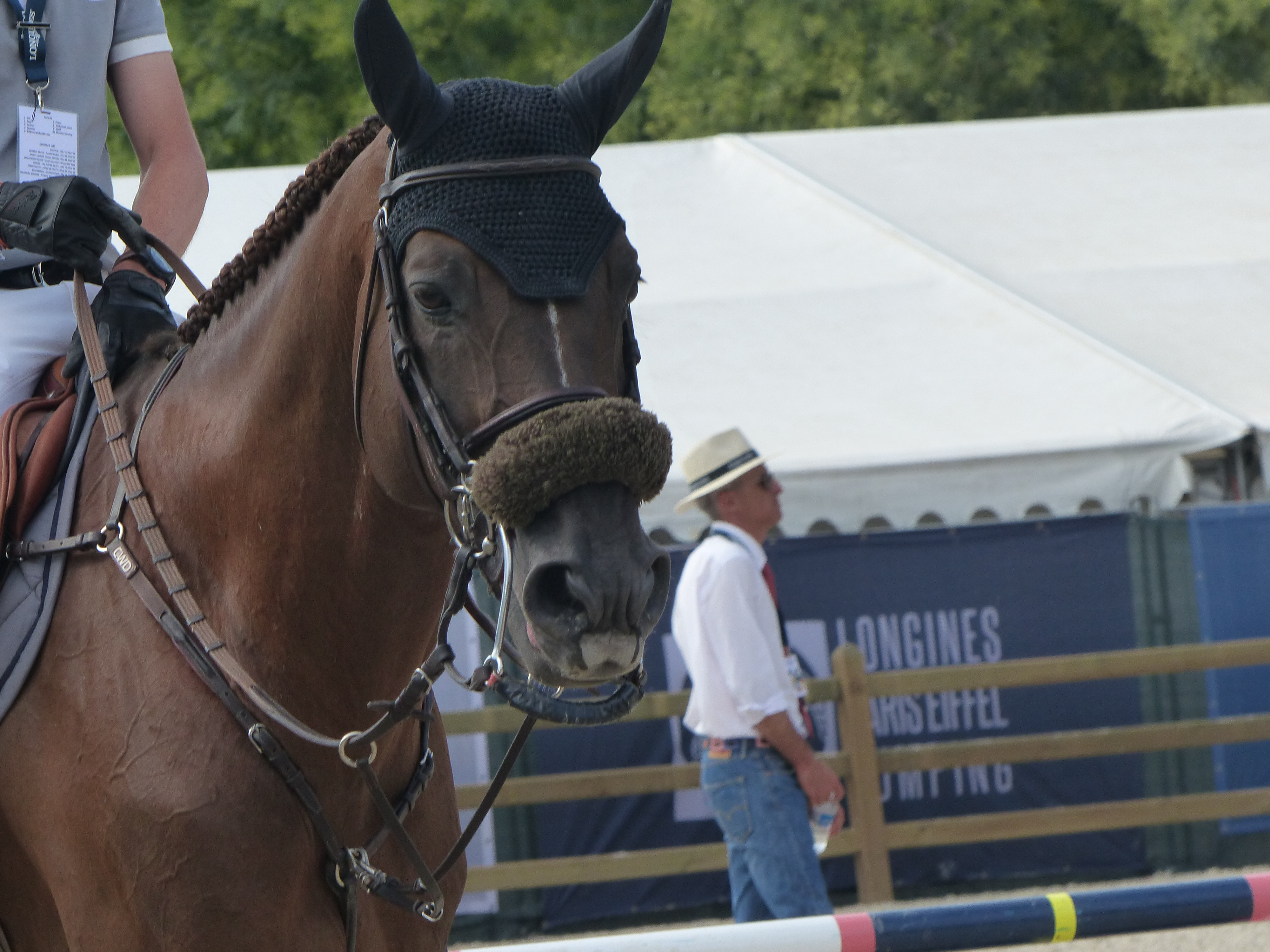
Tête de Don VHP Z N.O.P

Don VHP Z est un étalon de robe  alezan brûlé, inscrit au stud-book du Zangersheide. Mesurant 1,76 m, c'est un cheval de grand modèle. Il est plus régulier que rapide, son cavalier le décrivant comme un cheval sur lequel on peut compter. Son groom Alex Tyler-Morris le décrit comme un étalon plutôt relaxé au box, qui fait souvent la sieste après son pansage. Il apprécie particulièrement d'être gratté au niveau de la tête, notamment par des chiens. Il attire souvent l'attention de ceux qui passent près de son box en tapant du pied dans  la porte.

## Palmarès
Il est 56e du classement mondial des chevaux d'obstacle de la WBFSH, établi en octobre 2015.
- 2016 : vainqueur de l'étape Global Champions Tour de Rome[2].

- 2017 : médaille d'argent en individuel au championnat d'Europe de saut d'obstacles[2].
- Vainqueur de la finale de la Coupe des Nations au CSIO de Barcelone.
- Septembre 2018 : 14e individuel aux Jeux équestres mondiaux de 2018[1].

## Pedigree
Don VHP Z est un fils de l'étalon Selle français Diamant de Semilly, et de la jument Sara van Het Parenshof, par Voltaire,.

## Descendance
Il est approuvé à la reproduction en Selle français depuis l'automne 2017 (distribué par le haras de Clarbec). Son stud-book de naissance, le Zangersheide, l'a approuvé fin décembre 2017. Il est autorisé chez le BWP depuis janvier 2019. Il l'est également dans le stud-book Anglo-européen.